# Bovec
Bovec (italià Plezzo) és un municipi eslovè, dins de la regió de Goriška. L'any 2007 tenia 3.138 habitants. Limita amb els municipis friülans de Tarvisio, Chiusaforte i Resia i és travessat pel riu Isonzo (Soča). És inclòs dins el parc nacional del Triglav.
El municipi es divideix en 13 assentaments o naselja: Bavšica, 'Bovec', Čezsoča, Kal - Koritnica, Lepena, Log Čezsoški, Log pod Mangartom, Plužna, Soča, Srpenica, Strmec na Predelu, Trenta, Žaga, Zavrzelno.

## Població
Segons el cens eslovè de 2001, el 92,2% dels habitants parlen eslovè, mentre que l'1,8% parlen croat i el 0,7% serbi. El 55,4% de la població es declara catòlica.

## Administració

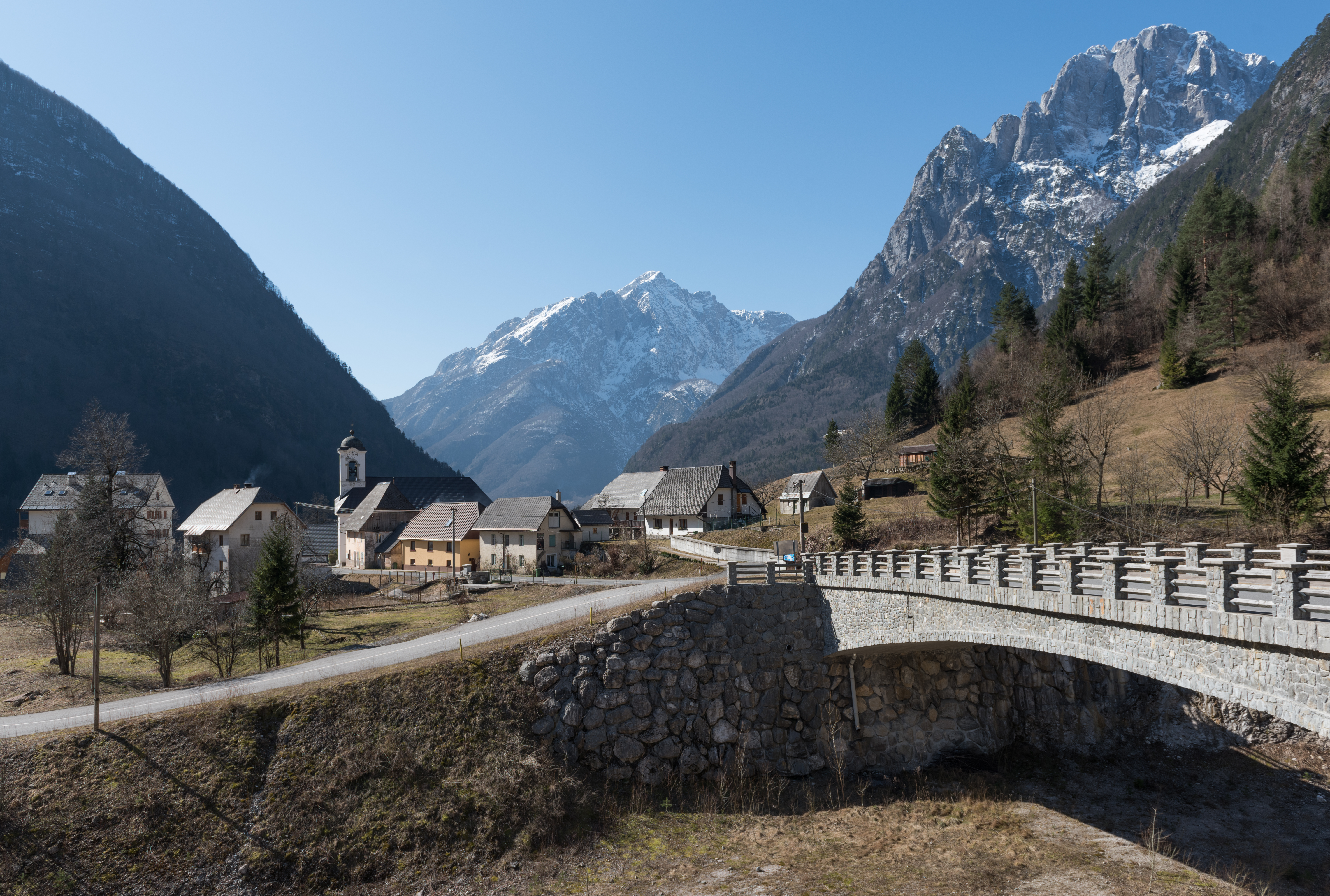
El barri de Log pod Mangartom, amb la muntanya de Rombon al fons.

| Període | Identitat      | Partit |
| ------- | -------------- | ------ |
| 2003-   | Danijel Krivec | SDS    |